# Región de Sus-Masa
La Región Sus-Masa (en árabe: جهة سوس ماسة‎, en lenguas bereberes: ⵜⴰⵙⴳⴰ ⵏ ⵙⵓⵙ-ⵎⴰⵙⵙⵜ; en francés: Région Souss-Massa) es una de las doce regiones de Marruecos. Cubre un área de 51642 km² y tiene una población de 2676847 habitantes, según el censo marroquí de 2014. La capital de la región es Agadir.

## Historia
Sus-Masa se formó en septiembre de 2015 al fusionar la provincia de Tata, anteriormente parte de la región de Guelmim-Esmara, con cinco provincias de la antigua región de Sus-Masa-Draa.

## Geografía
Sus-Masa está situada en el centro del país, limitando al norte con Marrakech-Safí, Draa-Tafilalet al noreste y Guelmim-Río Noun al suroeste.
Sus-Masa comprende dos prefecturas y cuatro provincias:
- Prefectura Agadir-Ida Ou Tanane
- Prefectura Inezgane-Aït Melloul
- Provincia de Chtouka-Aït Baha
- Provincia de Tarudant
- Provincia de Tata
- Provincia de Tiznit